# ريتشل هوارد
ريتشل هوارد (بالإنجليزية: Rachel Howard)‏ هي رسامة بريطانية، ولدت في 1969 في Easington, County Durham ‏ في المملكة المتحدة.